# Axel Alegren
Karl Axel Alegren, född 13 november 1889 i Stockholm, död 17 november 1956 i Engelbrekts församling i Stockholm, var en svensk veterinär.
Axel Alegren var son till underofficeren Axel Viktor Andersson. Efter studentexamen i Stockholm 1910 studerade han kemi och zoologi vid Stockholms högskola och bakteriologi vid Alfred Jørgensens laboratorium i Köpenhamn. Alegren inskrevs vid Veterinärhögskolan 1912, avlade veterinärexamen 1918 och fick 1919 legitimation som veterinär. Han blev 1921 tillförordnad länsveterinär i Stockholms län, 1923 distriktsveterinär i Rimbo distrikt och 1938 i Uppsala distrikt. År 1940 utnämndes Alegren till medicinalråd och chef för Medicinalstyrelsens veterinärbyrå. Han utgav flera vetenskapliga skrifter inom veterinärmedicinens område. Alegren är begravd på Norra begravningsplatsen utanför Stockholm.